# Matthias Faust
Matthias Faust (ur. 1971 w Hamburgu) – niemiecki polityk, od 2009 przewodniczący Niemieckiej Unii Ludowej (DVU).

## Życiorys
Działalność polityczną rozpoczął w 1986 w Młodej Unii (młodzieżówki CDU), później był działaczem chadecji, z której szeregów wystąpił w 2001. W tym samym roku zaangażował się w działalność wśród Republikanów (Die Republikander). Pod koniec 2006 przystąpił do NPD. W marcu 2007 znalazł się w szeregach DVU i został rzecznikiem jej oddziału w Hamburgu. W 2008 był kandydatem DVU na burmistrza Hamburga.
11 stycznia 2009 został wybrany nowym przewodniczącym DVU.